# 酸化物半導体
酸化物半導体（さんかぶつはんどうたい）は、半導体の一つ。金属をカチオンとして用いたものが大多数で、多くが広いバンドギャップを有し、可視光域の電磁波を透過する。中には高い電荷担体濃度や移動度を示すものもあり、これらの特徴を用いた様々な用途が考案されている。代表的なものに酸化亜鉛や二酸化スズ、酸化インジウムやITO（通常In2O3:SnO2 = 90:10 [wt%]）がある。多くは電子を電荷担体としたn型であるが、酸化銅や酸化銀、また一酸化スズなどの正孔を電荷担体としたp型も報告されている。代表的な用途としては透明伝導膜や超伝導、センサーなどが研究されている。